# بنیفایو
بنیفایو (به اسپانیایی: Benifaió) یک شهرستان در اسپانیا است که در Ribera Alta واقع شده‌است.

## خصوصیات
بنیفایو ۲۰٫۱ کیلومترمربع مساحت و ۱۲٬۱۱۹ نفر جمعیت دارد و ۳۵ متر بالاتر از سطح دریا واقع شده‌است.